# أغوستين بارا
أغوستين بارا (بالإسبانية: Agustín Parra)‏ (10 يونيو 1989 في تشيلي - ) هو مدرب كرة قدم ولاعب كرة قدم تشيلي في مركز الدفاع. لعب مع سانتياغو واندررز.

## وصلات خارجية
- أغوستين بارا على موقع قاعدة بيانات كرة القدم.إي يو (الإنجليزية)
- أغوستين بارا على موقع Soccerway.com (الإنجليزية)
- أغوستين بارا على موقع AS.com (الإسبانية)